# Giorgi Gakhokidze
Giorgi Gakhokidze (in georgiano გიორგი გახოკიძე?; Tbilisi, 5 novembre 1975) è un ex calciatore georgiano, di ruolo centrocampista.